# Convocazioni per il campionato mondiale di calcio 1974
Elenco dei giocatori convocati da ciascuna Nazionale partecipante ai Mondiali di calcio 1974.
L'età dei giocatori è relativa al 13 giugno 1974, data di inizio della manifestazione.

## Gruppo 1

### Germania Ovest
Commissario tecnico:  Helmut Schön
| N. | Pos. | Giocatore                | Data nascita (età)          | Pres. | Squadra               |
| -- | ---- | ------------------------ | --------------------------- | ----- | --------------------- |
| 1  | P    | Sepp Maier               | 28 febbraio 1944 (30 anni)  | 50    | Bayern Monaco         |
| 2  | D    | Berti Vogts              | 30 dicembre 1946 (27 anni)  | 24    | Borussia M'gladbach   |
| 3  | D    | Paul Breitner            | 5 settembre 1951 (22 anni)  | 19    | Bayern Monaco         |
| 4  | D    | Hans-Georg Schwarzenbeck | 3 aprile 1948 (26 anni)     | 23    | Bayern Monaco         |
| 5  | D    | Franz Beckenbauer        | 11 settembre 1945 (28 anni) | 78    | Bayern Monaco         |
| 6  | D    | Horst-Dieter Höttges     | 10 settembre 1943 (30 anni) | 65    | Werder Brema          |
| 7  | C    | Herbert Wimmer           | 9 novembre 1944 (29 anni)   | 23    | Borussia M'gladbach   |
| 8  | C    | Bernhard Cullmann        | 1º novembre 1949 (24 anni)  | 12    | Colonia               |
| 9  | A    | Jürgen Grabowski         | 7 luglio 1944 (29 anni)     | 38    | Eintracht Francoforte |
| 10 | C    | Günter Netzer            | 14 settembre 1944 (29 anni) | 34    | Real Madrid           |
| 11 | A    | Jupp Heynckes            | 9 maggio 1945 (29 anni)     | 28    | Borussia M'gladbach   |
| 12 | C    | Wolfgang Overath         | 29 settembre 1943 (30 anni) | 74    | Colonia               |
| 13 | A    | Gerd Müller              | 3 novembre 1945 (28 anni)   | 55    | Bayern Monaco         |
| 14 | C    | Uli Hoeneß               | 5 gennaio 1952 (22 anni)    | 23    | Bayern Monaco         |
| 15 | C    | Heinz Flohe              | 28 gennaio 1948 (26 anni)   | 14    | Colonia               |
| 16 | C    | Rainer Bonhof            | 29 marzo 1952 (22 anni)     | 4     | Borussia M'gladbach   |
| 17 | A    | Bernd Hölzenbein         | 9 marzo 1946 (28 anni)      | 4     | Eintracht Francoforte |
| 18 | A    | Dieter Herzog            | 15 luglio 1946 (27 anni)    | 2     | Fortuna Düsseldorf    |
| 19 | C    | Jupp Kapellmann          | 19 dicembre 1949 (24 anni)  | 3     | Bayern Monaco         |
| 20 | D    | Helmut Kremers           | 24 marzo 1949 (25 anni)     | 5     | Schalke 04            |
| 21 | P    | Norbert Nigbur           | 8 maggio 1948 (26 anni)     | 2     | Schalke 04            |
| 22 | P    | Wolfgang Kleff           | 16 novembre 1946 (27 anni)  | 6     | Borussia M'gladbach   |

### Germania Est
Commissario tecnico:  Georg Buschner
| N. | Pos. | Giocatore            | Data nascita (età)          | Pres. | Squadra                    |
| -- | ---- | -------------------- | --------------------------- | ----- | -------------------------- |
| 1  | P    | Jürgen Croy          | 19 ottobre 1946 (27 anni)   | 43    | Sachsenring Zwickau        |
| 2  | D    | Lothar Kurbjuweit    | 6 novembre 1950 (23 anni)   | 30    | Carl Zeiss Jena            |
| 3  | D    | Bernd Bransch        | 24 settembre 1944 (29 anni) | 52    | Carl Zeiss Jena            |
| 4  | D    | Konrad Weise         | 17 agosto 1951 (22 anni)    | 23    | Carl Zeiss Jena            |
| 5  | D    | Joachim Fritsche     | 28 ottobre 1951 (22 anni)   | 0     | Lokomotiv Leipzig          |
| 6  | C    | Rüdiger Schnuphase   | 23 gennaio 1954 (20 anni)   | 4     | Rot-Weiss Erfurt           |
| 7  | C    | Jürgen Pommerenke    | 22 gennaio 1953 (21 anni)   | 10    | FC Magdeburg               |
| 8  | A    | Wolfram Löwe         | 14 maggio 1945 (29 anni)    | 33    | Lokomotiv Leipzig          |
| 9  | A    | Peter Ducke          | 14 ottobre 1941 (32 anni)   | 57    | Carl Zeiss Jena            |
| 10 | C    | Hans-Jürgen Kreische | 19 luglio 1947 (26 anni)    | 36    | Dinamo Dresda              |
| 11 | A    | Joachim Streich      | 13 aprile 1951 (23 anni)    | 26    | Hansa Rostock              |
| 12 | D    | Siegmar Wätzlich     | 16 novembre 1947 (26 anni)  | 9     | Dinamo Dresda              |
| 13 | C    | Reinhard Lauck       | 16 settembre 1946 (27 anni) | 14    | Dynamo Berlin              |
| 14 | A    | Jürgen Sparwasser    | 4 giugno 1948 (26 anni)     | 28    | FC Magdeburg               |
| 15 | A    | Eberhard Vogel       | 8 aprile 1943 (31 anni)     | 53    | Carl Zeiss Jena            |
| 16 | C    | Harald Irmscher      | 12 febbraio 1946 (28 anni)  | 29    | Carl Zeiss Jena            |
| 17 | C    | Erich Hamann         | 27 novembre 1944 (29 anni)  | 1     | FC Vorwärts Frankfurt/Oder |
| 18 | D    | Gerd Kische          | 23 ottobre 1951 (22 anni)   | 13    | Hansa Rostock              |
| 19 | C    | Wolfgang Seguin      | 14 settembre 1945 (28 anni) | 13    | FC Magdeburg               |
| 20 | A    | Martin Hoffmann      | 22 marzo 1955 (19 anni)     | 3     | FC Magdeburg               |
| 21 | P    | Wolfgang Blochwitz   | 8 febbraio 1941 (33 anni)   | 17    | Carl Zeiss Jena            |
| 22 | P    | Werner Friese        | 30 marzo 1946 (28 anni)     | 0     | Lokomotiv Leipzig          |

### Australia
Commissario tecnico:  Ralé Rašić
| N. | Pos. | Giocatore              | Data nascita (età)          | Pres. | Squadra               |
| -- | ---- | ---------------------- | --------------------------- | ----- | --------------------- |
| 1  | P    | Jack Reilly            | 27 agosto 1945 (28 anni)    | 15    | Hakoah Melbourne      |
| 2  | D    | Doug Utjesenović       | 8 ottobre 1946 (27 anni)    | 19    | St. George            |
| 3  | D    | Peter Frederick Wilson | 15 settembre 1947 (26 anni) | 34    | Safeway United        |
| 4  | D    | Manfred Schäfer        | 12 febbraio 1943 (31 anni)  | 49    | St. George            |
| 5  | D    | Colin Curran           | 21 agosto 1947 (26 anni)    | 13    | Western Suburbs (NSW) |
| 6  | C    | Ray Richards           | 18 maggio 1946 (28 anni)    | 31    | Marconi Fairfield     |
| 7  | C    | Jimmy Rooney           | 10 dicembre 1945 (28 anni)  | 20    | APIA Leichhardt       |
| 8  | C    | Jimmy Mackay           | 19 dicembre 1943 (30 anni)  | 30    | Hakoah Sydney         |
| 9  | C    | Johnny Warren          | 17 maggio 1943 (31 anni)    | 44    | St. George            |
| 10 | A    | Gary Manuel            | 20 febbraio 1950 (24 anni)  | 4     | Pan Hellenic          |
| 11 | A    | Attila Abonyi          | 16 agosto 1946 (27 anni)    | 39    | St. George            |
| 12 | A    | Adrian Alston          | 6 febbraio 1949 (25 anni)   | 34    | Safeway United        |
| 13 | C    | Peter Ollerton         | 20 maggio 1951 (23 anni)    | 4     | APIA Leichhardt       |
| 14 | C    | Max Tolson             | 18 luglio 1945 (28 anni)    | 16    | Safeway United        |
| 15 | D    | Harry Williams         | 7 maggio 1951 (23 anni)     | 3     | St. George            |
| 16 | D    | Ivo Rudic              | 24 gennaio 1942 (32 anni)   | 0     | Pan Hellenic          |
| 17 | D    | Dave Harding           | 14 agosto 1946 (27 anni)    | 1     | Pan Hellenic          |
| 18 | C    | Johnny Watkiss         | 28 marzo 1941 (33 anni)     | 23    | Hakoah Sydney         |
| 19 | C    | Ernie Campbell         | 20 ottobre 1949 (24 anni)   | 8     | Marconi Fairfield     |
| 20 | A    | Branko Buljević        | 6 settembre 1947 (26 anni)  | 19    | Footscray JUST        |
| 21 | P    | Jim Milisavljevic      | 15 aprile 1951 (23 anni)    | 0     | Footscray JUST        |
| 22 | P    | Allan Maher            | 21 luglio 1950 (23 anni)    | 0     | Sutherland Shire      |

### Cile
Commissario tecnico:  Luis Álamos
| N. | Pos. | Giocatore         | Data nascita (età)         | Pres. | Squadra              |
| -- | ---- | ----------------- | -------------------------- | ----- | -------------------- |
| 1  | P    | Leopoldo Vallejos | 16 luglio 1944 (29 anni)   | -     | Universidad Católica |
| 2  | D    | Rolando García    | 15 dicembre 1942 (31 anni) | -     | Colo Colo            |
| 3  | D    | Alberto Quintano  | 26 aprile 1946 (28 anni)   | -     | Universidad de Chile |
| 4  | D    | Antonio Arias     | 9 ottobre 1944 (29 anni)   | -     | Unión Española       |
| 5  | D    | Elías Figueroa    | 25 ottobre 1946 (27 anni)  | -     | Internacional        |
| 6  | D    | Juan Rodríguez    | 16 gennaio 1944 (30 anni)  | -     | Atlético Español     |
| 7  | A    | Carlos Caszely    | 5 luglio 1950 (23 anni)    | -     | Levante              |
| 8  | C    | Francisco Valdés  | 19 marzo 1943 (31 anni)    | -     | Colo Colo            |
| 9  | A    | Sergio Ahumada    | 2 ottobre 1948 (25 anni)   | -     | Colo Colo            |
| 10 | C    | Carlos Reinoso    | 7 marzo 1945 (29 anni)     | -     | América              |
| 11 | A    | Leonardo Véliz    | 3 settembre 1945 (28 anni) | -     | Colo Colo            |
| 12 | D    | Juan Machuca      | 7 marzo 1951 (23 anni)     | -     | Unión Española       |
| 13 | D    | Rafael González   | 24 aprile 1950 (24 anni)   | -     | Colo Colo            |
| 14 | C    | Alfonso Lara      | 27 aprile 1946 (28 anni)   | -     | Colo Colo            |
| 15 | D    | Mario Galindo     | 10 agosto 1951 (22 anni)   | -     | Colo Colo            |
| 16 | C    | Guillermo Páez    | 18 aprile 1945 (29 anni)   | -     | Colo Colo            |
| 17 | A    | Guillermo Yávar   | 26 marzo 1943 (31 anni)    | -     | Unión Española       |
| 18 | C    | Jorge Socías      | 6 ottobre 1951 (22 anni)   | -     | Universidad de Chile |
| 19 | C    | Rogelio Farías    | 13 agosto 1949 (24 anni)   | -     | Unión Española       |
| 20 | A    | Osvaldo Castro    | 14 aprile 1947 (27 anni)   | -     | América              |
| 21 | P    | Juan Olivares     | 20 febbraio 1941 (33 anni) | -     | Unión Española       |
| 22 | P    | Adolfo Nef        | 18 gennaio 1946 (28 anni)  | -     | Colo Colo            |

## Gruppo 2

### Brasile
Commissario tecnico:  Mário Zagallo
| N. | Pos. | Giocatore      | Data nascita (età)          | Pres. | Squadra       |
| -- | ---- | -------------- | --------------------------- | ----- | ------------- |
| 1  | P    | Leão           | 11 luglio 1949 (24 anni)    | -     | Palmeiras     |
| 2  | D    | Luís Pereira   | 21 giugno 1949 (24 anni)    | -     | Palmeiras     |
| 3  | D    | Marinho Peres  | 19 marzo 1947 (27 anni)     | -     | Santos FC     |
| 4  | D    | Zé Maria       | 18 maggio 1949 (25 anni)    | -     | Corinthians   |
| 5  | C    | Piazza         | 25 febbraio 1943 (31 anni)  | -     | Cruzeiro      |
| 6  | D    | Marinho Chagas | 8 febbraio 1953 (21 anni)   | -     | Botafogo      |
| 7  | A    | Jairzinho      | 25 dicembre 1944 (29 anni)  | -     | Botafogo      |
| 8  | A    | Leivinha       | 11 settembre 1949 (24 anni) | -     | Palmeiras     |
| 9  | A    | César          | 17 maggio 1945 (29 anni)    | -     | Palmeiras     |
| 10 | C    | Rivelino       | 1º gennaio 1946 (28 anni)   | -     | Corinthians   |
| 11 | C    | Paulo César    | 16 giugno 1949 (24 anni)    | -     | Flamengo      |
| 12 | P    | Renato         | 5 dicembre 1944 (29 anni)   | -     | Flamengo      |
| 13 | A    | Valdomiro      | 17 febbraio 1946 (28 anni)  | -     | Internacional |
| 14 | D    | Nelinho        | 26 luglio 1950 (23 anni)    | -     | Cruzeiro      |
| 15 | D    | Alfredo        | 18 ottobre 1946 (27 anni)   | -     | Palmeiras     |
| 16 | D    | Marco Antônio  | 6 febbraio 1951 (23 anni)   | -     | Fluminense    |
| 17 | C    | Carpegiani     | 7 febbraio 1949 (25 anni)   | -     | Internacional |
| 18 | C    | Ademir da Guia | 3 aprile 1942 (32 anni)     | -     | Palmeiras     |
| 19 | A    | Mirandinha     | 26 febbraio 1952 (22 anni)  | -     | São Paulo FC  |
| 20 | A    | Edu            | 6 agosto 1949 (24 anni)     | -     | Santos FC     |
| 21 | A    | Dirceu         | 15 giugno 1952 (21 anni)    | -     | Botafogo      |
| 22 | P    | Valdir Peres   | 2 febbraio 1951 (23 anni)   | -     | São Paulo FC  |

### Scozia
Commissario tecnico:  Willie Ormond
| N. | Pos. | Giocatore       | Data nascita (età)          | Pres. | Squadra         |
| -- | ---- | --------------- | --------------------------- | ----- | --------------- |
| 1  | P    | David Harvey    | 7 febbraio 1948 (26 anni)   | 7     | Leeds United    |
| 2  | D    | Sandy Jardine   | 31 dicembre 1948 (25 anni)  | 16    | Rangers         |
| 3  | D    | Danny McGrain   | 1º maggio 1950 (24 anni)    | 12    | Celtic          |
| 4  | C    | Billy Bremner   | 9 dicembre 1942 (31 anni)   | 48    | Leeds United    |
| 5  | D    | Jim Holton      | 11 aprile 1951 (23 anni)    | 11    | Manchester Utd  |
| 6  | D    | John Blackley   | 12 maggio 1948 (26 anni)    | 3     | Hibernian       |
| 7  | C    | Jimmy Johnstone | 30 settembre 1944 (29 anni) | 21    | Celtic          |
| 8  | A    | Kenny Dalglish  | 4 marzo 1951 (23 anni)      | 19    | Celtic          |
| 9  | A    | Joe Jordan      | 15 dicembre 1951 (22 anni)  | 11    | Leeds United    |
| 10 | C    | David Hay       | 29 gennaio 1948 (26 anni)   | 24    | Celtic          |
| 11 | A    | Peter Lorimer   | 14 dicembre 1946 (27 anni)  | 14    | Leeds United    |
| 12 | P    | Thomson Allan   | 5 ottobre 1946 (27 anni)    | 2     | Dundee          |
| 13 | P    | Jim Stewart     | 9 marzo 1954 (20 anni)      | 0     | Kilmarnock      |
| 14 | D    | Martin Buchan   | 6 marzo 1949 (25 anni)      | 13    | Manchester Utd  |
| 15 | C    | Peter Cormack   | 17 luglio 1946 (27 anni)    | 9     | Liverpool       |
| 16 | D    | Willie Donachie | 5 ottobre 1951 (22 anni)    | 11    | Manchester City |
| 17 | C    | Donald Ford     | 25 ottobre 1944 (29 anni)   | 3     | Hearts          |
| 18 | C    | Tommy Hutchison | 22 settembre 1947 (26 anni) | 8     | Coventry City   |
| 19 | A    | Denis Law       | 24 febbraio 1940 (34 anni)  | 54    | Manchester City |
| 20 | A    | Willie Morgan   | 2 ottobre 1944 (29 anni)    | 19    | Manchester Utd  |
| 21 | D    | Gordon McQueen  | 26 giugno 1952 (21 anni)    | 1     | Leeds United    |
| 22 | D    | Erich Schaedler | 6 agosto 1949 (24 anni)     | 1     | Hibernian       |

### Jugoslavia
Commissario tecnico:  Miljan Miljanić
| N. | Pos. | Giocatore           | Data nascita (età)          | Pres. | Squadra         |
| -- | ---- | ------------------- | --------------------------- | ----- | --------------- |
| 1  | P    | Enver Marić         | 23 aprile 1948 (26 anni)    | -     | Velež Mostar    |
| 2  | D    | Ivan Buljan         | 11 dicembre 1949 (24 anni)  | -     | Hajduk Spalato  |
| 3  | D    | Enver Hadžiabdić    | 6 novembre 1945 (28 anni)   | -     | FK Željezničar  |
| 4  | D    | Dražen Mužinić      | 25 gennaio 1953 (21 anni)   | -     | Hajduk Spalato  |
| 5  | D    | Josip Katalinski    | 12 maggio 1948 (26 anni)    | -     | FK Željezničar  |
| 6  | D    | Vladislav Bogićević | 7 novembre 1950 (23 anni)   | -     | Stella Rossa    |
| 7  | C    | Ilija Petković      | 22 settembre 1945 (28 anni) | -     | Troyes          |
| 8  | C    | Branko Oblak        | 27 maggio 1947 (27 anni)    | -     | Hajduk Spalato  |
| 9  | A    | Ivica Šurjak        | 23 marzo 1953 (21 anni)     | -     | Hajduk Spalato  |
| 10 | C    | Jovan Aćimović      | 21 giugno 1948 (25 anni)    | -     | Stella Rossa    |
| 11 | A    | Dragan Džajić       | 30 maggio 1946 (28 anni)    | -     | Stella Rossa    |
| 12 | A    | Jurica Jerković     | 25 febbraio 1950 (24 anni)  | -     | Hajduk Spalato  |
| 13 | D    | Miroslav Pavlović   | 15 ottobre 1942 (31 anni)   | -     | Stella Rossa    |
| 14 | D    | Luka Peruzović      | 26 febbraio 1952 (22 anni)  | -     | Hajduk Spalato  |
| 15 | D    | Kiril Dojčinovski   | 17 ottobre 1943 (30 anni)   | -     | Stella Rossa    |
| 16 | C    | Franjo Vladić       | 19 ottobre 1951 (22 anni)   | -     | Velež Mostar    |
| 17 | A    | Danilo Popivoda     | 1º maggio 1947 (27 anni)    | -     | Olimpia Lubiana |
| 18 | A    | Stanislav Karasi    | 8 novembre 1946 (27 anni)   | -     | Stella Rossa    |
| 19 | A    | Dušan Bajević       | 10 dicembre 1948 (25 anni)  | -     | Velež Mostar    |
| 20 | C    | Vladimir Petrović   | 1º luglio 1955 (18 anni)    | -     | Stella Rossa    |
| 21 | P    | Ognjen Petrović     | 2 gennaio 1948 (26 anni)    | -     | Stella Rossa    |
| 22 | P    | Rizah Mešković      | 10 agosto 1947 (26 anni)    | -     | Hajduk Spalato  |

### Zaire
Commissario tecnico:  Blagoja Vidinić
| N. | Pos. | Giocatore            | Data nascita (età)         | Pres. | Squadra          |
| -- | ---- | -------------------- | -------------------------- | ----- | ---------------- |
| 1  | P    | Mwamba Kazadi        | 6 marzo 1947 (27 anni)     | -     | TP Mazembe       |
| 2  | D    | Ilunga Mwepu         | 22 agosto 1949 (24 anni)   | -     | TP Mazembe       |
| 3  | D    | Mwanza Mukombo       | 17 dicembre 1945 (28 anni) | -     | TP Mazembe       |
| 4  | D    | Tshimen Bwanga       | 4 gennaio 1949 (25 anni)   | -     | TP Mazembe       |
| 5  | D    | Boba Lobilo          | 10 aprile 1950 (24 anni)   | -     | Vita Club        |
| 6  | C    | Massamba Kilasu      | 22 dicembre 1950 (23 anni) | -     | AS Bilima        |
| 7  | C    | Kamunda Tshinabu     | 8 maggio 1946 (28 anni)    | -     | TP Mazembe       |
| 8  | C    | Mambwene Mana        | 10 ottobre 1947 (26 anni)  | -     | CS Imana         |
| 9  | C    | Uba Kembo Kembo      | 27 dicembre 1947 (26 anni) | -     | Vita Club        |
| 10 | C    | Mantantu Kidumu      | 17 novembre 1946 (27 anni) | -     | CS Imana         |
| 11 | D    | Babo Kabasu          | 4 marzo 1950 (24 anni)     | -     | AS Bilima        |
| 12 | P    | Dimbi Tubilandu      | 15 marzo 1948 (26 anni)    | -     | Vita Club        |
| 13 | C    | Mulamba Ndaye        | 4 novembre 1948 (25 anni)  | -     | Vita Club        |
| 14 | A    | Adelard Mayanga Maku | 31 ottobre 1948 (25 anni)  | -     | Vita Club        |
| 15 | C    | Mafu Kibonge         | 12 febbraio 1945 (29 anni) | -     | Vita Club        |
| 16 | D    | Mialo Mwape          | 30 dicembre 1951 (22 anni) | -     | Nyiki Lubumbashi |
| 17 | C    | Kafula Ngoie         | 11 novembre 1945 (28 anni) | -     | TP Mazembe       |
| 18 | A    | Mafuila Mavuba       | 15 dicembre 1949 (24 anni) | -     | Vita Club        |
| 19 | A    | Ekofa Mbungu         | 24 novembre 1948 (25 anni) | -     | CS Imana         |
| 20 | A    | Kalala Ntumba        | 7 gennaio 1949 (25 anni)   | -     | Vita Club        |
| 21 | A    | Etepe Kakoko         | 22 novembre 1950 (23 anni) | -     | CS Imana         |
| 22 | P    | Otepa Kalambay       | 12 novembre 1948 (25 anni) | -     | TP Mazembe       |

## Gruppo 3

### Paesi Bassi
Commissario tecnico: Rinus Michels
| N. | Pos. | Giocatore            | Data nascita (età)          | Pres. | Squadra           |
| -- | ---- | -------------------- | --------------------------- | ----- | ----------------- |
| 1  | A    | Ruud Geels           | 28 luglio 1948 (25 anni)    | 3     | Club Bruges       |
| 2  | C    | Arie Haan            | 16 novembre 1948 (25 anni)  | 10    | Ajax              |
| 3  | C    | Willem van Hanegem   | 20 febbraio 1944 (30 anni)  | 29    | Feyenoord         |
| 4  | D    | Kees van Ierssel     | 6 dicembre 1945 (28 anni)   | 4     | F.C. Twente       |
| 5  | D    | Rinus Israël         | 19 marzo 1943 (31 anni)     | 44    | Feyenoord         |
| 6  | C    | Wim Jansen           | 28 ottobre 1946 (27 anni)   | 25    | Feyenoord         |
| 7  | C    | Theo de Jong         | 11 agosto 1947 (26 anni)    | 8     | Feyenoord         |
| 8  | P    | Jan Jongbloed        | 25 novembre 1940 (33 anni)  | 2     | F.C. Amsterdam    |
| 9  | A    | Piet Keizer          | 14 giugno 1943 (30 anni)    | 33    | Ajax              |
| 10 | C    | René van de Kerkhof  | 16 settembre 1951 (22 anni) | 5     | PSV               |
| 11 | C    | Willy van de Kerkhof | 16 settembre 1951 (22 anni) | 1     | PSV               |
| 12 | D    | Ruud Krol            | 24 marzo 1949 (25 anni)     | 20    | Ajax              |
| 13 | C    | Johan Neeskens       | 15 settembre 1951 (22 anni) | 17    | Ajax              |
| 14 | A    | Johan Cruijff        | 25 aprile 1947 (27 anni)    | 28    | Barcellona        |
| 15 | A    | Rob Rensenbrink      | 3 luglio 1947 (26 anni)     | 13    | R.S.C. Anderlecht |
| 16 | A    | Johnny Rep           | 25 novembre 1951 (22 anni)  | 5     | Ajax              |
| 17 | D    | Wim Rijsbergen       | 18 gennaio 1952 (22 anni)   | 1     | Feyenoord         |
| 18 | P    | Piet Schrijvers      | 15 dicembre 1946 (27 anni)  | 5     | F.C. Twente       |
| 19 | D    | Pleun Strik          | 27 maggio 1944 (30 anni)    | 8     | PSV               |
| 20 | D    | Wim Suurbier         | 16 gennaio 1945 (29 anni)   | 27    | Ajax              |
| 21 | P    | Eddy Treijtel        | 28 maggio 1946 (28 anni)    | 4     | Feyenoord         |
| 22 | D    | Harry Vos            | 4 settembre 1946 (27 anni)  | 0     | Feyenoord         |

Eccezione fatta per Johan Cruijff, al quale viene concesso di mantenere l'inseparabile numero 14, tutti gli altri giocatori vengono numerati secondo un rigoroso ordine alfabetico, portieri inclusi. Questo spiega, tra l'altro, l'inusuale numero 8 sulla maglia del portiere titolare Jan Jongbloed.

### Svezia
Commissario tecnico: Georg Ericson
| N. | Pos. | Giocatore                         | Data nascita (età)         | Pres. | Squadra        |
| -- | ---- | --------------------------------- | -------------------------- | ----- | -------------- |
| 1  | P    | Ronnie Hellström                  | 21 febbraio 1949 (25 anni) | -     | Hammarby       |
| 2  | D    | Jan Olsson                        | 30 marzo 1942 (32 anni)    | -     | Åtvidaberg     |
| 3  | D    | Kent Karlsson                     | 25 novembre 1945 (28 anni) | -     | Åtvidaberg     |
| 4  | D    | Björn Nordqvist                   | 6 ottobre 1942 (31 anni)   | -     | PSV            |
| 5  | D    | Björn Andersson (calciatore 1951) | 20 luglio 1951 (22 anni)   | -     | Östers         |
| 6  | C    | Ove Grahn                         | 9 maggio 1943 (31 anni)    | -     | Grasshoppers   |
| 7  | C    | Bo Larsson                        | 5 maggio 1944 (30 anni)    | -     | Malmö FF       |
| 8  | C    | Conny Torstensson                 | 28 agosto 1949 (24 anni)   | -     | Bayern München |
| 9  | A    | Ove Kindvall                      | 16 maggio 1943 (31 anni)   | -     | IFK Norrköping |
| 10 | A    | Ralf Edström                      | 7 ottobre 1952 (21 anni)   | -     | PSV            |
| 11 | A    | Roland Sandberg                   | 16 dicembre 1946 (27 anni) | -     | Kaiserslautern |
| 12 | P    | Sven-Gunnar Larsson               | 10 maggio 1940 (34 anni)   | -     | Örebro         |
| 13 | D    | Roland Grip                       | 1º gennaio 1941 (33 anni)  | -     | AIK            |
| 14 | D    | Staffan Tapper                    | 10 luglio 1948 (25 anni)   | -     | Malmö FF       |
| 15 | C    | Benno Magnusson                   | 4 febbraio 1953 (21 anni)  | -     | Kaiserslautern |
| 16 | C    | Inge Ejderstedt                   | 24 dicembre 1946 (27 anni) | -     | Östers         |
| 17 | P    | Göran Hagberg                     | 8 novembre 1947 (26 anni)  | -     | Östers         |
| 18 | D    | Jörgen Augustsson                 | 28 ottobre 1952 (21 anni)  | -     | Åtvidaberg     |
| 19 | C    | Claes Cronqvist                   | 15 ottobre 1944 (29 anni)  | -     | Djurgården     |
| 20 | C    | Sven Lindman                      | 19 aprile 1942 (32 anni)   | -     | Djurgården     |
| 21 | C    | Örjan Persson                     | 27 agosto 1942 (31 anni)   | -     | Örgryte        |
| 22 | C    | Thomas Ahlström                   | 17 luglio 1952 (21 anni)   | -     | Elfsborg       |

### Uruguay
Commissario tecnico: Roberto Porta
| N. | Pos. | Giocatore              | Data nascita (età)         | Pres. | Squadra           |
| -- | ---- | ---------------------- | -------------------------- | ----- | ----------------- |
| 1  | P    | Ladislao Mazurkiewicz  | 14 febbraio 1945 (29 anni) | -     | Atlético Mineiro  |
| 2  | D    | Baudilio Jáuregui      | 9 luglio 1945 (28 anni)    | -     | River Plate       |
| 3  | D    | Juan Masnik            | 2 marzo 1943 (31 anni)     | -     | Nacional          |
| 4  | D    | Pablo Forlán           | 14 luglio 1945 (28 anni)   | -     | São Paulo         |
| 5  | D    | Julio Montero Castillo | 25 aprile 1944 (30 anni)   | -     | Nacional          |
| 6  | D    | Ricardo Pavoni         | 8 luglio 1943 (30 anni)    | -     | Independiente     |
| 7  | C    | Luis Cubilla           | 28 marzo 1940 (34 anni)    | -     | Nacional          |
| 8  | C    | Víctor Espárrago       | 6 ottobre 1944 (29 anni)   | -     | Sevilla           |
| 9  | A    | Fernando Morena        | 2 febbraio 1952 (22 anni)  | -     | Peñarol           |
| 10 | C    | Pedro Rocha            | 3 dicembre 1942 (31 anni)  | -     | São Paulo         |
| 11 | A    | Rubén Corbo            | 20 gennaio 1952 (22 anni)  | -     | Peñarol           |
| 12 | P    | Héctor Santos          | 29 ottobre 1944 (29 anni)  | -     | Alianza Lima      |
| 13 | D    | Gustavo De Simone      | 23 aprile 1948 (26 anni)   | -     | Defensor Sporting |
| 14 | D    | Luis Garisto           | 3 dicembre 1945 (28 anni)  | -     | Peñarol           |
| 15 | D    | Mario González         | 27 maggio 1950 (24 anni)   | -     | Peñarol           |
| 16 | C    | Alberto Cardaccio      | 26 agosto 1949 (24 anni)   | -     | Danubio           |
| 17 | C    | Julio César Jiménez    | 27 agosto 1954 (19 anni)   | -     | Peñarol           |
| 18 | C    | Walter Mantegazza      | 17 giugno 1952 (21 anni)   | -     | Nacional          |
| 19 | A    | Denis Milar            | 20 giugno 1952 (21 anni)   | -     | Liverpool         |
| 20 | A    | Juan Silva             | 30 agosto 1948 (25 anni)   | -     | Peñarol           |
| 21 | A    | José Gómez             | 23 ottobre 1949 (24 anni)  | -     | Cerro             |
| 22 | P    | Gustavo Fernández      | 16 febbraio 1952 (22 anni) | -     | Rentistas         |

### Bulgaria
Commissario tecnico: Hristo Mladenov
| N. | Pos. | Giocatore         | Data nascita (età)          | Pres. | Squadra           |
| -- | ---- | ----------------- | --------------------------- | ----- | ----------------- |
| 1  | P    | Rumen Goranov     | 17 marzo 1950 (24 anni)     | -     | Lokomotiv Sofia   |
| 2  | D    | Ivan Zafirov      | 30 dicembre 1947 (26 anni)  | -     | CSKA Sofia        |
| 3  | D    | Dobromir Žečev    | 12 novembre 1942 (31 anni)  | -     | Levski Sofia      |
| 4  | C    | Stefan Veličkov   | 15 febbraio 1949 (25 anni)  | -     | FK Etăr           |
| 5  | C    | Božil Kolev       | 20 maggio 1949 (25 anni)    | -     | CSKA Sofia        |
| 6  | D    | Dimităr Penev     | 12 luglio 1945 (28 anni)    | -     | CSKA Sofia        |
| 7  | D    | Vojn Vojnov       | 7 settembre 1952 (21 anni)  | -     | Levski Sofia      |
| 8  | C    | Hristo Bonev      | 3 febbraio 1947 (27 anni)   | -     | Lokomotiv Plovdiv |
| 9  | A    | Atanas Mihajlov   | 4 luglio 1949 (24 anni)     | -     | Lokomotiv Sofia   |
| 10 | C    | Ivan Stojanov     | 20 gennaio 1949 (25 anni)   | -     | Levski Sofia      |
| 11 | C    | Georgi Denev      | 18 aprile 1950 (24 anni)    | -     | CSKA Sofia        |
| 12 | D    | Stefan Aladžov    | 18 ottobre 1947 (26 anni)   | -     | CSKA Sofia        |
| 13 | D    | Mladen Vasilev    | 29 luglio 1947 (26 anni)    | -     | Akademik Sofia    |
| 14 | A    | Kiril Milanov     | 17 ottobre 1948 (25 anni)   | -     | Levski Sofia      |
| 15 | A    | Pavel Panov       | 14 settembre 1950 (23 anni) | -     | Levski Sofia      |
| 16 | A    | Božidar Grigorov  | 27 luglio 1945 (28 anni)    | -     | Slavia Sofia      |
| 17 | C    | Asparuh Nikodimov | 21 agosto 1945 (28 anni)    | -     | CSKA Sofia        |
| 18 | D    | Con'o Vasilev     | 7 gennaio 1952 (22 anni)    | -     | CSKA Sofia        |
| 19 | D    | Kiril Ivkov       | 21 giugno 1946 (27 anni)    | -     | Levski Sofia      |
| 20 | A    | Krasimir Borisov  | 8 aprile 1950 (24 anni)     | -     | Levski Sofia      |
| 21 | P    | Stefan Stajkov    | 3 ottobre 1949 (24 anni)    | -     | Levski Sofia      |
| 22 | P    | Simeon Simeonov   | 26 aprile 1946 (28 anni)    | -     | Slavia Sofia      |

## Gruppo 4

### Polonia
Commissario tecnico: Kazimierz Górski
| N. | Pos. | Giocatore          | Data nascita (età)          | Pres. | Squadra          |
| -- | ---- | ------------------ | --------------------------- | ----- | ---------------- |
| 1  | P    | Andrzej Fischer    | 15 gennaio 1952 (22 anni)   | -     | Górnik Zabrze    |
| 2  | P    | Jan Tomaszewski    | 9 gennaio 1948 (26 anni)    | -     | LKS Lódz         |
| 3  | P    | Zygmunt Kalinowski | 2 maggio 1949 (25 anni)     | -     | Slask Wroclaw    |
| 4  | D    | Antoni Szymanowski | 13 gennaio 1951 (23 anni)   | -     | Wisla Kraków     |
| 5  | D    | Zbigniew Gut       | 17 aprile 1949 (25 anni)    | -     | Odra Opole       |
| 6  | D    | Jerzy Gorgoń       | 18 luglio 1949 (24 anni)    | -     | Górnik Zabrze    |
| 7  | C    | Henryk Wieczorek   | 14 dicembre 1949 (24 anni)  | -     | Górnik Zabrze    |
| 8  | D    | Mirosław Bulzacki  | 23 ottobre 1951 (22 anni)   | -     | LKS Lódz         |
| 9  | D    | Władysław Żmuda    | 6 giugno 1954 (20 anni)     | -     | Gwardia Warszawa |
| 10 | D    | Adam Musiał        | 18 dicembre 1948 (25 anni)  | -     | Wisla Kraków     |
| 11 | C    | Lesław Ćmikiewicz  | 3 maggio 1947 (27 anni)     | -     | Legia Warszawa   |
| 12 | C    | Kazimierz Deyna    | 23 ottobre 1947 (26 anni)   | -     | Legia Warszawa   |
| 13 | C    | Henryk Kasperczak  | 10 luglio 1946 (27 anni)    | -     | Stal Mielec      |
| 14 | C    | Zygmunt Maszczyk   | 3 maggio 1945 (29 anni)     | -     | Ruch Chorzów     |
| 15 | A    | Roman Jakóbczak    | 26 febbraio 1946 (28 anni)  | -     | Lech Poznań      |
| 16 | A    | Grzegorz Lato      | 8 aprile 1950 (24 anni)     | -     | Stal Mielec      |
| 17 | A    | Andrzej Szarmach   | 3 ottobre 1950 (23 anni)    | -     | Górnik Zabrze    |
| 18 | A    | Robert Gadocha     | 10 gennaio 1946 (28 anni)   | -     | Legia Warszawa   |
| 19 | A    | Jan Domarski       | 28 ottobre 1946 (27 anni)   | -     | Stal Mielec      |
| 20 | A    | Zdzisław Kapka     | 7 dicembre 1954 (19 anni)   | -     | Wisla Kraków     |
| 21 | A    | Kazimierz Kmiecik  | 19 settembre 1951 (22 anni) | -     | Wisla Kraków     |
| 22 | A    | Marek Kusto        | 29 aprile 1954 (20 anni)    | -     | Wisla Kraków     |

N.B. Come la Svizzera nel 1954, o il Portogallo nel 1966, i polacchi vennero ordinati per ruolo. I portieri dall'1 al 3, i difensori dal 4 al 10 e via dicendo.

### Italia
Commissario tecnico: Ferruccio Valcareggi
| N. | Pos. | Giocatore          | Data nascita (età)         | Pres. | Squadra           |
| -- | ---- | ------------------ | -------------------------- | ----- | ----------------- |
| 1  | P    | Dino Zoff          | 28 febbraio 1942 (32 anni) | 32    | Juventus          |
| 2  | D    | Luciano Spinosi    | 9 maggio 1950 (24 anni)    | 16    | Juventus          |
| 3  | D    | Giacinto Facchetti | 18 luglio 1942 (31 anni)   | 73    | FC Internazionale |
| 4  | C    | Romeo Benetti      | 20 ottobre 1945 (28 anni)  | 15    | Milan             |
| 5  | D    | Francesco Morini   | 12 agosto 1944 (29 anni)   | 6     | Juventus          |
| 6  | D    | Tarcisio Burgnich  | 25 aprile 1939 (35 anni)   | 63    | FC Internazionale |
| 7  | C    | Sandro Mazzola     | 8 novembre 1942 (31 anni)  | 67    | FC Internazionale |
| 8  | C    | Fabio Capello      | 18 giugno 1946 (27 anni)   | 16    | Juventus          |
| 9  | A    | Giorgio Chinaglia  | 24 gennaio 1947 (27 anni)  | 9     | Lazio             |
| 10 | C    | Gianni Rivera      | 18 agosto 1943 (30 anni)   | 58    | Milan             |
| 11 | A    | Gigi Riva          | 7 novembre 1944 (29 anni)  | 40    | Cagliari          |
| 12 | P    | Enrico Albertosi   | 2 novembre 1939 (34 anni)  | 34    | Cagliari          |
| 13 | D    | Giuseppe Sabadini  | 26 marzo 1949 (25 anni)    | 4     | Milan             |
| 14 | D    | Mauro Bellugi      | 7 febbraio 1950 (24 anni)  | 7     | FC Internazionale |
| 15 | D    | Giuseppe Wilson    | 27 ottobre 1945 (28 anni)  | 1     | Lazio             |
| 16 | C    | Antonio Juliano    | 1º gennaio 1943 (31 anni)  | 17    | Napoli            |
| 17 | C    | Luciano Re Cecconi | 1º dicembre 1948 (25 anni) | 0     | Lazio             |
| 18 | C    | Franco Causio      | 1º febbraio 1949 (25 anni) | 10    | Juventus          |
| 19 | A    | Pietro Anastasi    | 7 aprile 1948 (26 anni)    | 20    | Juventus          |
| 20 | A    | Roberto Boninsegna | 13 novembre 1943 (30 anni) | 18    | FC Internazionale |
| 21 | A    | Paolo Pulici       | 27 aprile 1950 (24 anni)   | 3     | Torino            |
| 22 | P    | Luciano Castellini | 12 dicembre 1945 (28 anni) | 0     | Torino            |

### Argentina
Commissario tecnico: Vladislao Cap
| N. | Pos. | Giocatore             | Data nascita (età)          | Pres. | Squadra         |
| -- | ---- | --------------------- | --------------------------- | ----- | --------------- |
| 1  | P    | Daniel Carnevali      | 4 dicembre 1946 (27 anni)   | -     | Las Palmas      |
| 2  | A    | Rubén Ayala           | 8 gennaio 1950 (24 anni)    | -     | Atlético Madrid |
| 3  | C    | Carlos Babington      | 20 settembre 1949 (24 anni) | -     | Huracán         |
| 4  | A    | Agustín Balbuena      | 1º settembre 1945 (28 anni) | -     | Independiente   |
| 5  | D    | Ángel Bargas          | 29 ottobre 1946 (27 anni)   | -     | Nantes          |
| 6  | C    | Miguel Ángel Brindisi | 8 ottobre 1950 (23 anni)    | -     | Huracán         |
| 7  | D    | Jorge Carrascosa      | 15 agosto 1948 (25 anni)    | -     | Huracán         |
| 8  | C    | Enrique Chazarreta    | 29 luglio 1947 (26 anni)    | -     | San Lorenzo     |
| 9  | D    | Rubén Glaria          | 10 marzo 1948 (26 anni)     | -     | San Lorenzo     |
| 10 | D    | Ramón Heredia         | 26 febbraio 1951 (23 anni)  | -     | Atlético Madrid |
| 11 | A    | René Houseman         | 19 luglio 1953 (20 anni)    | -     | Huracán         |
| 12 | P    | Ubaldo Fillol         | 21 luglio 1950 (23 anni)    | -     | River Plate     |
| 13 | A    | Mario Kempes          | 15 luglio 1954 (19 anni)    | -     | Rosario Central |
| 14 | D    | Roberto Perfumo       | 3 ottobre 1942 (31 anni)    | -     | Cruzeiro        |
| 15 | A    | Aldo Poy              | 14 settembre 1945 (28 anni) | -     | Rosario Central |
| 16 | D    | Francisco Sá          | 25 ottobre 1945 (28 anni)   | -     | Independiente   |
| 17 | C    | Carlos Squeo          | 4 giugno 1948 (26 anni)     | -     | Racing Club     |
| 18 | C    | Roberto Telch         | 6 novembre 1943 (30 anni)   | -     | San Lorenzo     |
| 19 | C    | Néstor Togneri        | 27 novembre 1942 (31 anni)  | -     | Estudiantes     |
| 20 | D    | Enrique Wolff         | 21 febbraio 1949 (25 anni)  | -     | River Plate     |
| 21 | P    | Miguel Santoro        | 27 febbraio 1942 (32 anni)  | -     | Independiente   |
| 22 | A    | Héctor Yazalde        | 29 maggio 1946 (28 anni)    | -     | Sporting CP     |

I numeri sono assegnati ai giocatori in ordine alfabetico; ai portieri vengono riservati i numeri 1, 12 e 21.

### Haiti
Commissario tecnico: Antoine Tassy
| N. | Pos. | Giocatore             | Data nascita (età)          | Pres. | Squadra             |
| -- | ---- | --------------------- | --------------------------- | ----- | ------------------- |
| 1  | P    | Henri Françillon      | 26 maggio 1946 (28 anni)    | -     | Victory FC          |
| 2  | P    | Wilner Piquant        | 12 ottobre 1949 (24 anni)   | -     | Violette            |
| 3  | D    | Arsène Auguste        | 3 febbraio 1951 (23 anni)   | -     | Racing Club Haïtien |
| 4  | D    | Fritz André           | 18 settembre 1946 (27 anni) | -     | Violette            |
| 5  | D    | Serge Ducosté         | 4 febbraio 1944 (30 anni)   | -     | Aigle Noir          |
| 6  | D    | Pierre Bayonne        | 11 giugno 1949 (25 anni)    | -     | Violette            |
| 7  | C    | Philippe Vorbe        | 14 settembre 1947 (26 anni) | -     | Violette            |
| 8  | C    | Jean-Claude Désir     | 8 agosto 1946 (27 anni)     | -     | Aigle Noir          |
| 9  | C    | Eddy Antoine          | 27 agosto 1949 (24 anni)    | -     | Racing Club Haïtien |
| 10 | C    | Guy François          | 18 settembre 1947 (26 anni) | -     | Violette            |
| 11 | A    | Guy Saint-Vil         | 21 ottobre 1942 (31 anni)   | -     | Racing Club Haïtien |
| 12 | C    | Ernst Jean-Joseph     | 11 giugno 1948 (26 anni)    | -     | Violette            |
| 13 | D    | Serge Racine          | 9 ottobre 1951 (22 anni)    | -     | Aigle Noir          |
| 14 | D    | Wilner Nazaire        | 30 marzo 1950 (24 anni)     | -     | Valenciennes        |
| 15 | A    | Roger Saint-Vil       | 8 dicembre 1949 (24 anni)   | -     | Archibald FC        |
| 16 | A    | Fritz Leandré         | 13 marzo 1948 (26 anni)     | -     | Racing Club Haïtien |
| 17 | C    | Joseph-Marion Leandré | 9 maggio 1945 (29 anni)     | -     | Racing Club Haïtien |
| 18 | A    | Claude Barthélemy     | 9 maggio 1945 (29 anni)     | -     | Racing Club Haïtien |
| 19 | D    | Jean-Hubert Austin    | 23 febbraio 1950 (24 anni)  | -     | Violette            |
| 20 | A    | Emmanuel Sanon        | 25 giugno 1951 (22 anni)    | -     | Don Bosco           |
| 21 | D    | Wilfried Louis        | 25 ottobre 1949 (24 anni)   | -     | Don Bosco           |
| 22 | P    | Gérard Joseph         | 22 ottobre 1949 (24 anni)   | -     | Racing Club Haïtien |